# Бурашево
Бура́шево — село в Калининском районе Тверской области. Центр Бурашевского сельского поселения.
Расположено в 16 км к югу от Твери, в 8 км от автомагистрали «Москва — Санкт-Петербург» (Тверской объездной дороги) по Тургиновскому (Бурашевскому) шоссе.

## История
Топоним «Бурашево» впервые встречается в «Дозорной книге Тверского уезда» датируемой периодом 1551-1554 гг. среди сел и деревень Воловицкой волости принадлежавших тверским князьям, боярам и детям боярским. «Митки Семенова сына Бурашова половина деревни Бурашова, а другая половина тое деревни Ильи да Микулы, да Жюка, да Шестака Ондреевых детей Бурашова, пашни во всей деревни пол – пол – полтрети сохи. А нонеча Ильи да Жюка Ондреевых детей Бурашова, да Первого Микулина сына Бурашова, да Ермолки Микитина сына Бурашова (дрв) Бурашова, пашни в поле тридцать пять чети в одном поле, а в дву потому ж, сена четыреста копен. Жюк служит царю и великому князю, а братья его не служат. Земля середняя». Далее в писцовых материалах Тверского уезда фамилия Бурашовых не фигурирует.
Время и причина перехода  земельного владения к следующий собственнику не известно. Князь Петр Никитич Тюфякин, впервые упоминается в связи с селом Бурашево в начале XVII века.
В 1604-05 г. вотчина была заложена князем Петром Никитичем Осипу Давыдову сыну Хрипунову. В 1608 году Осип Давыдович воевода города Твери, принявший в период Смутного времени   сторону Владислава. Умирает Осип Давыдович до1622 года,  поскольку в Тверской разборной десятне владельцем с. Бурашево упоминается его сын,- Александро Осипов сын Хрипунов.
Опала, лишение вотчин и поместий князя Григория Васильевича Тюфякина в 1625 году, вероятно, явились причиной, по которой он обратил внимание на вотчину своего двоюродного брата князя Петра Никитича Тюфякина заложенную в 1604 г. Осипу Давыдовичу Хрипунову. Судное дело о селе Бурашево между князем Григорием Васильевичем Тюфякиным, а затем его вдовой Авдотьей Артемьевной и Александром Осиповичем Хрипуновым начатое в 1632 году закончилось осенью 1636 года выкупом Тюфякиными заложенных земель.
После смерти  Авдотьи Артемьевны село Бурашево с деревнями и пустошами переходит к племяннику князя Г. В. Тюфякина Василию, а затем к сыну последнего Григорию Васильевичу. По смерти его (1700 г.) остались: жена его Аграфена (Агрипена) (урожденная Нащокина), сын Федор и дочь Мавра. В 1704 году княгиня Аграфена (Агрипена) Григорьевна  передает имение своему зятю, мужу ее дочери Мавры, князю Михаилу Юрьевичу Щербатову. После смерти Мавры 25.05.1722 г., ввиду отсутствия в браке детей, тверская вотчина переходит к ее брату, князю Федору Григорьевичу Тюфякину, а от него к его сыну Петру Федоровичу, который в 1856-58 году продает ее полковнику Ивану Ивановичу Чагину.
С 1758 года село Бурашево с прилегающими деревнями Коржино, Солыгино, Гришкино и Гускино принадлежало помещикам Чагиным. Судя по плану Генерального межевания 1776 г. в северной, низменной части имения, у перекрестка дорог, располагалась небольшая усадьба с господским домом, двумя церквями и парком. В 1765-70 гг. по инициативе полковника Ивана Ивановича Чагина рядом с деревянным храмом (его разобрали в 1777 г.) была сооружена каменная церковь того же посвящения(Покрова Пресвятой Богородицы) с приделом Николая Чудотворца. В 1798 - 1801 гг., вероятно, по проекту губернского архитектора А.А. Трофимова, трапезная церкви была расширена двумя приделами.Умер 31 октября 1775 г., погребен в селе Бурашево Тверского уезда
После смерти Ивана Ивановича ( † 31.10.1775 г.) село Бурашево с деревнями Гришкино, Корзино, Солыгино, Гускино (Моисейково) переходит во владение его сыну Григорию Ивановичу Чагину († 23.05.1829) проживавшему в Москве. Умер отставной артиллерии капитан Григорий Иванович Чагин 23 мая 1829 года, был погребен в Донском монастыре. Холост, бездетен.
Село Бурашево с деревнями Коржино, Солыгино, Гускино и Гришкино достается на долю племянников  Григория Ивановича Чагина, сыновей его брата Василия Ивановича -  к. а. Ивана Васильевича (28.12.1771-†06.01.1853) и канцеляриста Александра Васильевича (22.09.1807 г. – † 02.10. 1950). В марте 1833 года Иван и Александр Васильевичи Чагины заключают соглашение, по которому Александр уступает Ивану принадлежащую ему часть села Бурашево с деревнями, взамен получая имение в Корчевском уезде в селе Степаново, сельце Скоково, деревнях Москвитине, Кузнецове и Скорневе.
Впоследствии село Бурашево было передано Иваном Васильевичем  сыну Алексею. Алексей Иванович Чагин (23. 02.1799 – †9.01.1869 гг.), женат трижды, единственный сын Иван (18.06.1831 г. – † 25.01.1915) от первого брака, с дочерью статского советника Ивана Васильевича Яшерова Анной Ивановной, родная сестра  которой Елизавета Ивановна Балакирева (Яшерова) – мать русского композитора Милия Алексеевича Балакирева
Умер Алексей Иванович Чагин 9 января 1869 г., и был похоронен в Москве на Ваганьковском кладбище.    Усадьба наследуется Иваном Алексеевичем Чагиным, женат на дочери потомственного гражданина г. Риги Сиверса девицей Аделаиде Федоровне. В браке рождено девять сыновей: Алексей (09.08.1858 г.), Федор (04.10.1859), Иван (12.11.1860), Милий (04. 03.1862), Герман (28.01.1864), Владимир (07.10.1865) были рождены в селе Бурашево Тверского уезда. После переезда в Москву у Ивана Алексеевича Чагина и Аделаиды Федоровны рождаются еще трое сыновей: Николай (21.09.1867 г.р.), Александр (17.11.1869 г.р.), Петр (23.05.1872 г.р.).   
В1869 году во владение имением вступает Иван Алексеевич Чагин  и уже в 1870 году продает его тульскому дворянину, коллежскому асессору Ивану Николаевичу Щербацкому. Иван Николаевич служил «по департаменту железных дорог и его ведомству» в разных должностях, последовательно награждался чинами.
В 1872 году – начальник счетоводства военной Бендеро-Галацкой железной дороги. В 1883 году за один год награжден чинами надворного и статского советника, был зачислен в запас чиновников ведомства Главного Штаба. В мае 1885 года Иван Николаевич был переведен из запаса в отставку с правом ношения мундира.   
13 августа 1880 г. И.Н. Щербацкий продает усадьбу Тверскому губернскому земству для строительства в ней психиатрической лечебницы колониального типа. 
В 1904-05 гг. Покровская церковь, переставшая по своим размерам удовлетворять потребности многолюдной колонии, была значительно перестроена. Перестройка была осуществлена на средства земства по проекту архит. А.П. Федорова. После разборки старой колокольни, трапезную, надложенную несколькими рядами кладки, значительно увеличили в длину и пристроили к ней с запада новую небольшую двухъярусную колокольню, завершенную пологим шатром вогнутых очертаний. Фасады здания получили новый декор, выполненный в эклектичных формах.
В 1884 году Вольным экономическим обществом была открыта Бурашевская школа пчеловодства, садоводства и огородничества. 
В том же 1884 году Тверским земством открыта психиатрическая колония, первый главный врач Михаил Павлович Литвинов. Жители Бурашево работали в колонии и её подсобном хозяйстве. Сейчас это ГУЗ Областная Клиническая Психиатрическая Больница № 1 им. Литвинова. С тех пор в Твери слово «Бурашево» стало нарицательным, означающим сумасшедший дом (по аналогии со словом «Кащенко», используемом в таком же значении в Москве). На первых этапах своей медицинской карьеры в клинике вёл активную врачебную деятельность известный психиатр и организатор лечения Е. Р. Клевезаль. В 1910 году, будучи ординатором Бурашевской больницы, Клевезаль подготовил фундаментальный проект постепенного переустройства учреждения.
Во время Великой Отечественной войны части 31-й армии 14 декабря 1941 года взяли Бурашево и перерезали Волоколамское шоссе. Это создало угрозу окружения немецко-фашистских войск в городе Калинине, и 16 декабря он был освобождён.

В Бурашево — братская могила воинов Красной Армии.
В Бурашевской психиатрической больнице 18 января 1956 года умер первый президент Эстонии Константин Пятс. Его останки в 1990 году были перезахоронены на таллинском кладбище Метсакальмисту.
В 1997 году — 748 хозяйства, 3078 жителей. Средняя школа, ДК, детский сад, почта, кафе, магазины.

## Население
| 1859 | 1992  | 2002  | 2008  | 2010  |
| ---- | ----- | ----- | ----- | ----- |
| 56   | ↗1208 | ↗1783 | ↘1412 | ↗1529 |

## Достопримечательности
В селе расположена действующая Церковь Покрова Пресвятой Богородицы (1770).